# Maria Sykora
Maria Sykora (ur. 11 października 1946 w Tulln an der Donau) – austriacka piłkarka ręczna oraz lekkoatletka, która specjalizowała się w biegu na 400 oraz 800 metrów.
W 1972 uczestniczyła w igrzyskach olimpijskich – startowała wówczas w biegach na 400 i 800 metrów oraz sztafecie 4 × 400 metrów (w żadnej z konkurencji nie odniosła sukcesu). Dwukrotna medalistka uniwersjady w Turynie (1970). Cztery razy stawała na podium halowych mistrzostw Europy i raz na podium mistrzostw Europy na stadionie. Rekord życiowy: 400 metrów – 52,7 (1972); 800 m – 2:01,5 (1972).
W 1984 podczas igrzysk olimpijskich w Los Angeles była członkinią austriackiego zespołu piłkarek ręcznych, który zajął 6. miejsce w turnieju.
Siostra medalistki olimpijskiej w lekkoatletyce Liese Prokop.

## Osiągnięcia
| Rok  | Impreza                     | Miejsce   | Konkurencja              | Lokata     | Wynik    |
| ---- | --------------------------- | --------- | ------------------------ | ---------- | -------- |
| 1969 | Europejskie igrzyska halowe | Belgrad   | bieg na 800 m            | 8. miejsce | 2:18,7   |
| 1969 | Mistrzostwa Europy          | Ateny     | bieg na 400 m            | 3. miejsce | 53,0     |
| 1970 | Halowe mistrzostwa Europy   | Wiedeń    | bieg na 800 m            | 1. miejsce | 2:07,03  |
| 1970 | Halowe mistrzostwa Europy   | Wiedeń    | sztafeta 4 × 1 okrążenie | 3. miejsce | 1:40,8   |
| 1970 | Uniwersjada                 | Turyn     | bieg na 400 m            | 1. miejsce | 52,8 NUR |
| 1970 | Uniwersjada                 | Turyn     | bieg na 800 m            | 2. miejsce | 2:01,9   |
| 1971 | Halowe mistrzostwa Europy   | Sofia     | bieg na 400 m            | 3. miejsce | 54,4     |
| 1971 | Mistrzostwa Europy          | Helsinki  | bieg na 400 m            | 4. miejsce | 53,0     |
| 1972 | Halowe mistrzostwa Europy   | Grenoble  | sztafeta 4 × 1 okrążenie | 3. miejsce | 1:29,5   |
| 1972 | Igrzyska olimpijskie        | Monachium | bieg na 400 m            | el.        | 54,46    |
| 1972 | Igrzyska olimpijskie        | Monachium | bieg na 800 m            | el.        | 2:02,44  |
| 1972 | Igrzyska olimpijskie        | Monachium | sztafeta 4 × 400 m       | el.        | 3:42,19  |